# 低感度装備品
低感度装備品（ていかんどそうびひん、Insensitive munitions）とは、1984年からアメリカ軍が進めている安全性の高い軍用装備品の概念である。
アメリカ軍が定める低感度装備品の定義は「要求される性能戦闘能力および作戦使用量を確実に満足し、予期せぬ熱、衝撃、電磁気、放射線の影響を受けた場合でも激しい反応と付随する被害が最小限に抑制される装備品」である。
NATOにおいてもアメリカとほぼ同じ定義と基準で調達を進めており、1992年にNIMIC(Insensitive Munitions Information Centet)という組織を設立して、NATO加盟国の間で低感度装備品に関する技術交換と規格制定を行っている。
基本的な目的は被害を受けた場合に弾薬の誘爆や火災によって被害が拡大するのを防止することにある。
つまり、軍艦、戦車、航空機などが被弾した時に誘爆しない弾薬、火災を起こさない燃料を求めているのである。
適用される範囲は爆薬、爆弾、砲弾、燃料、推進薬など広範囲にわたる。
ガンパウダーなどの推進薬に関してはLOVA（低脆弱性）として扱われ、爆薬に関しては低感度爆薬が開発されている。